# Michael Mørkøv
Michael Mørkøv Christensen (ur. 30 kwietnia 1985 w Kokkedal) – duński kolarz torowy i kolarz szosowy, dwukrotny medalista igrzysk olimpijskich i wielokrotny medalista torowych mistrzostw świata. Od 2018 roku jeździ w należącej do UCI WorldTeams drużynie Deceuninck-Quick Step.
Wystąpił na igrzyskach olimpijskich w Pekinie w 2008 roku, gdzie zdobył srebrny medal (razem z Alexem Rasmussenem, Casperem Jørgensenem, Jensem-Erikiem Madsenem i Michaelem Færkiem Christensenem) w wyścigu na dochodzenie drużynowo. Zajął tam też szóste miejsce w madisonie. Podczas igrzysk olimpijskich w Tokio wspólnie z Lasse Normanem Hansenem zdobył złoty medal w madisonie. 
Pierwszy medal na mistrzostwach świata zdobył w 2007 roku, kiedy wspólnie z kolegami z reprezentacji zajął trzecie miejsce w drużynowym wyścigu na dochodzenie podczas mistrzostw świata w Palmie. Na rozgrywanych rok później mistrzostwach świata w Manchesterze razem z Alexem Rasmussenem był trzeci w madisonie. Kolejne dwa medale wywalczył na mistrzostwach świata w Pruszkowie w 2009 roku, zwyciężając w wyścigu drużynowym i w madisonie. W madisonie złote medale, w parze z Hansenem, zdobywał również podczas mistrzostw świata w Berlinie (2020) i mistrzostw świata w Roubaix (2021).
Jest wielokrotnym mistrzem Danii w wyścigu punktowym, madisonie, scratchu i drużynowym wyścigu na dochodzenie.

## Najważniejsze osiągnięcia

### kolarstwo torowe
2003
- 1. miejsce w mistrzostwach Danii juniorów (wyścig punktowy)

2004
- 1. miejsce w mistrzostwach Danii (wyścig punktowy)

2006
- 1. miejsce w mistrzostwach Danii (madison)
- 1. miejsce w mistrzostwach Danii (wyścig punktowy)

2007
- 1. miejsce w mistrzostwach Danii (madison)
- 3. miejsce w mistrzostwach świata (wyścig druż. na dochodzenie)

2008
- 1. miejsce w mistrzostwach Danii (madison)
- 1. miejsce w mistrzostwach Danii (wyścig druż. na dochodzenie)
- 1. miejsce w mistrzostwach Danii (scratch)
- 1. miejsce w mistrzostwach Danii (wyścig punktowy)
- 2. miejsce w igrzyskach olimpijskich (wyścig druż. na dochodzenie)
- 3. miejsce w mistrzostwach świata (madison)

2009
- 1. miejsce w mistrzostwach świata (madison)
- 1. miejsce w mistrzostwach świata (wyścig druż. na dochodzenie))
- 1. miejsce w mistrzostwach Danii (madison)

2010
- 1. miejsce w mistrzostwach Danii (madison)

2011
- 1. miejsce w mistrzostwach Danii (madison)
- 1. miejsce w mistrzostwach Danii (omnium)

### kolarstwo szosowe
2004
- 1. miejsce w mistrzostwach Danii (wyścig druż. na czas)

2008
- 1. miejsce w mistrzostwach Danii (wyścig druż. na czas)
- 1. miejsce na 2. etapie Giro del Capo

2010
- 4. miejsce w Tour du Limousin

2011
- 3. miejsce w Post Danmark Rundt

2013
- 1. miejsce w mistrzostwach Danii (start wspólny)
- 1. miejsce na 6. etapie Vuelta a España
- 2. miejsce w Paryż-Tours

2014
- 3. miejsce w Tour de Luxembourg

2016
- 10. miejsce w Gandawa-Wevelgem